# Hermann Teistler
Hermann August Teistler (* 4. März 1867 in Oberschöna, Königreich Sachsen; † 12. Mai 1937 in Berlin-Friedrichshagen) war ein sozialistischer Publizist und Verleger in Berlin.

## Leben und Wirken
Hermann Teistler engagierte sich in der verbotenen sozialdemokratischen Bewegung.
1889 wurde er wegen seiner Redaktionstätigkeit für das Sächsische Wochenblatt zu drei Monaten Haft in Dresden verurteilt. 1890 war er kurzzeitig leitender Redakteur der Sächsischen Arbeiter-Zeitung, die nach der Wiederzulassung der SPD legal erscheinen konnte.
In dieser Zeit gehörte er zu den oppositionellen Jungen innerhalb der SPD. Hermann Teistler war an der Gründung der Freien Volksbühne, der Neuen Freien Volksbühne und des Vereins unabhängiger Sozialisten beteiligt.
Für diesen leitete er die neue Zeitschrift Der Sozialist. 1892 wurde er dafür zu zwei Monaten Gefängnis verurteilt und gab danach die Leitung ab.
Er wurde leitender Redakteur der freidenkerischen Zeitschrift Lichtstrahlen und wurde 1893 dafür zu viereinhalb Monaten Gefängnis verurteilt.
Hermann Teistler führte auch das Verlagshaus für Volksliteratur C. Teistler & Co., wo er sozialistische und religionskritische Literatur herausgab. 1895 erhielt er dafür 1½ Jahre Gefängnis.
Danach zog er sich weitgehend aus politischen Aktivitäten zurück, publizierte aber noch zwei religionskritische Schriften und einige Artikel im Sozialist und Vorwärts.
Nach 1900 zog Hermann Teistler nach Friedrichshagen bei Berlin und gab mit seinem Verlag C. Teistler & Co. vor allem Ansichtskarten heraus. Er schrieb für eine Lokalzeitung und verfasste Texte zur Regionalgeschichte.
Hermann Teistler war auch Mitglied der literarischen Vereinigung Gemeinschaft der Eigenen.
Er war mit Clara Teistler verheiratet.

## Publikationen
Hermann Teistler publizierte sozialistische Schriften sowie religionskritische Texte unter dem Pseudonym Heinrich Tannenberg.
- Der Parlamentarismus und die Arbeiterklasse, Berlin 1892, Neuauflage 1894
- Die Bibel oder die sogenannten heiligen Schriften der Juden und Christen. Eine gemeinfassliche Darstellung ihrer Entstehung, sowie Erklärung der Bedeutung ihres Inhalts nach den neuesten welt-, kultur- und sprachgeschichtlichen Forschungen, Verlagshaus für Volkslitteratur C. Teistler, Friedrichshagen bei Berlin, 1894, als Heinrich Tannenberg, mit Bruno Sommer (Balduin Säuberlich)
- Der Prozess Leckert-Lützow, 1896 Digitalisat
- Die Religionsforschung und das historische Prinzip, (= Religionsgeschichtliche Bibliothek, 1), Moderne Verlagsanstalt Friedrichshagen, 1898, als Heinrich Tannenberg.
- Was ist Religion, Moderne Verlagsanstalt, Friedrichshagen, 1898, als Heinrich Tannenberg
- Die Geschichte der Cöpenicker Bank e.G.m.b.H. 1875–1925. Festschrift zur Feier des  50jährigen Bestehens, Berlin-Friedrichshagen [1926]

## Charakterisierung
Die Berliner Schriftstellerin Dora Duncker beschrieb Hermann Teistler und seine häufigeren Gefängnisaufenthalte 1894

„Stammgäste in Plötzensee und Rummelsburg sind heute unter den Journalisten zahlreicher als je; einer von denen, welchen etwas fehlen würde, wenn sie nicht jedes Jahr einige Wochen Ferienkolonie durchmachen könnten, ist der verantwortliche Leiter der volksthümlichen Zeitschrift für atheistische Weltanschauungen Hermann Teistler. Von außen sieht's ihm niemand an, daß er der gewaltige Bösewicht ist, der den Berliner Richtern so viel Arbeit macht. Eine hagere Gestalt mit einem schmalen, bärtigen Gesicht, treuherzigen Augen und einer überaus sanften, eines Kandidaten der Theologie würdigen Stimme, die uns mit derselben Leidenschaftslosigkeit die Eleganz und den Komfort der Rummelsburger Fremdenzimmer schildert, seine neuesten Erfolge auf dem Berliner Landgericht erzählt und über rationelle Kinderpflege plaudert. Ich habe Teistler noch niemals aufgeregt gesehen, er bleibt stets liebenswürdig, heiter und ruhig.“